# Шанц (комуна)
Шанц (рум. Șanț) — комуна у повіті Бистриця-Несеуд в Румунії. До складу комуни входять такі села (дані про населення за 2002 рік):
- Валя-Маре (342 особи)
- Шанц (2988 осіб) — адміністративний центр комуни

Комуна розташована на відстані 346 км на північ від Бухареста, 44 км на північний схід від Бистриці, 122 км на північний схід від Клуж-Напоки.

## Населення
За даними перепису населення 2002 року у комуні проживали 3330 осіб.
Національний склад населення комуни:
| Національність | Кількість осіб | Відсоток |
| -------------- | -------------- | -------- |
| румуни         | 3318           | 99,6%    |
| угорці         | 8              | 0,2%     |
| цигани         | 3              | 0,1%     |
| українці       | 1              | < 0,1%   |

Рідною мовою назвали:
| Мова       | Кількість осіб | Відсоток |
| ---------- | -------------- | -------- |
| румунська  | 3325           | 99,8%    |
| угорська   | 4              | 0,1%     |
| українська | 1              | < 0,1%   |

Склад населення комуни за віросповіданням:
| Релігія        | Кількість осіб | Відсоток |
| -------------- | -------------- | -------- |
| православні    | 2804           | 84,2%    |
| п'ятдесятники  | 434            | 13,0%    |
| адвентисти     | 45             | 1,4%     |
| греко-католики | 30             | 0,9%     |
| римо-католики  | 7              | 0,2%     |
| реформати      | 3              | 0,1%     |
| не релігійні   | 1              | < 0,1%   |
| атеїсти        | 1              | < 0,1%   |